# فینتونا
فینتونا (به انگلیسی: Fintona) یک روستا در بریتانیا است که در شهرستان تایرون واقع شده‌است. فینتونا ۱٬۴۲۳ نفر جمعیت دارد.